# Kim Dae-eui
Kim Dae-eui était un footballeur sud-coréen né le 30 mai 1974. Il évolue au poste d'attaquant. Il est l'entraîneur de Suwon FC depuis 2017.